# PING/Welch's Championship
O PING/Welch's Championship foi um torneio profissional feminino de golfe disputado anualmente desde 1997 e fazia parte da versão feminina do circuito PGA, a LPGA. Criado em 1980 sob o nome Boston Five Classic, foi disputado anualmente na região de Boston, Massachusetts até 1997 e os campos incluía o Ferncroft Country Club, em Danvers entre 1980 e 1990 e o Blue Hill Country Club, em Canton, de 1991 a 1997.
Nomes do torneio ao longo dos anos:
- 1980–1990: Boston Five Classic
- 1991: LPGA Bay State Classic
- 1992: Welch's Classic
- 1993–1996: PING/Welch's Championship
- 1997: Welch's Championship

## Vencedoras
| Ano  | Campeã            | País           | Pontuação | Local do torneio       | Dinheiro | Ações da Vencedora |
| ---- | ----------------- | -------------- | --------- | ---------------------- | -------- | ------------------ |
| 1997 | Liselotte Neumann | Suécia         | 276 (-12) | Blue Hill Country Club | $550,000 | $82,500            |
| 1996 | Emilee Klein      | Estados Unidos | 277 (-15) | Blue Hill Country Club | $500,000 | $75,000            |
| 1995 | Beth Daniel       | Estados Unidos | 271 (-17) | Blue Hill Country Club | $450,000 | $67,500            |
| 1994 | Helen Alfredsson  | Suécia         | 274 (-14) | Blue Hill Country Club | $450,000 | $67,500            |
| 1993 | Missie Berteotti  | Estados Unidos | 276 (-12) | Blue Hill Country Club | $450,000 | $67,500            |
| 1992 | Dottie Pepper     | Estados Unidos | 278 (-10) | Blue Hill Country Club | $425,000 | $63,750            |
| 1991 | Juli Inkster      | Estados Unidos | 275 (-13) | Blue Hill Country Club | $400,000 | $60,000            |
| 1990 | Barb Mucha        | Estados Unidos | 277 (-11) | Ferncroft Country Club | $350,000 | $52,500            |
| 1989 | Amy Alcott        | Estados Unidos | 272 (-16) | Ferncroft Country Club | $350,000 | $52,500            |
| 1988 | Colleen Walker    | Estados Unidos | 274 (-14) | Ferncroft Country Club | $300,000 | $45,000            |
| 1987 | Jane Geddes       | Estados Unidos | 277 (-11) | Ferncroft Country Club | $300,000 | $45,000            |
| 1986 | Jane Geddes       | Estados Unidos | 281 (-17) | Ferncroft Country Club | $275,000 | $41,250            |
| 1985 | Judy Clark        | Estados Unidos | 280 (-8)  | Ferncroft Country Club | $225,000 | $33,750            |
| 1984 | Laurie Rinker     | Estados Unidos | 286 (-2)  | Ferncroft Country Club | $225,000 | $33,750            |
| 1983 | Patti Rizzo       | Estados Unidos | 277 (-11) | Ferncroft Country Club | $175,000 | $26,250            |
| 1982 | Sandra Palmer     | Estados Unidos | 281 (-7)  | Ferncroft Country Club | $175,000 | $26,250            |
| 1981 | Donna Caponi      | Estados Unidos | 276 (-12) | Ferncroft Country Club | $150,000 | $22,500            |
| 1980 | Dale Lundquist    | Estados Unidos | 276 (-12) | Ferncroft Country Club | $150,000 | $22,500            |